# Pikku Kaartijärvi (Gällivare socken, Lappland, 743477-174094)
Pikku Kaartijärvi är en sjö i Gällivare kommun i Lappland och ingår i Kalixälvens huvudavrinningsområde.